# Dickelsmoor
Die Siedlung Dickelsmoor gehört zum Friedberger Stadtteil Derching im schwäbischen Landkreis Aichach-Friedberg (Bayern), ist ein amtlich benannter Gemeindeteil der Stadt und hat rund 100 Einwohner.

## Geographie
Dickelsmoor liegt östlich der A8-Anschlussstelle Augsburg-Ost und grenzt an den Augsburger Autobahnsee. Im Norden grenzt Dickelsmoor mit dem Augsburger Flugplatz unmittelbar an das Gemeindegebiet von Affing und südwestlich an den Stadtteil Augsburg-Hammerschmiede. Der Forellenbach, der nördlich von Dickelsmoor im „Mühlhauser Moos“ in die Friedberger Ach mündet, fließt durch das Dorf und speist eine Forellenzucht. Der Ort liegt auf 464 m ü. NN.
Weitere Nachbarorte: Gersthofen, Mühlhausen, Bergen, Miedering, Derching, Augsburg-Lechhausen

## Geschichte
1926 wurde die „Gartenbau-Siedlung Dickelsmoor“ von Angehörigen der „Deutschen Werkgemeinschaft“ (auch Werkgemeinschaft des Abendländischen Bundes genannt) unter dem Vorsitzenden Otto Dickel (Augsburger Gymnasial-Sportlehrer) gegründet. Dickel war Anhänger der ergokratischen Idee und wollte eine „freie unverschuldbare Heimstätte“ bzw. ein „Erblehengut“, das die Volksernährung aus eigener Scholle sicherstellen sollte. In der Laubenkolonie Dickelsmoor sollte ein Modell von Dickels Siedlungsprogramm für Menschen mit „deutschblütiger Abstammung und nicht mit Juden versippt“ entstehen.
Nach Dickels Vorstellungen sollte auf den nassen Wiesen im Nordosten von Augsburg „freie unverschuldbare Heimstätten“ geschaffen werden, um den Menschen ein Auskommen frei von den Zwängen der Finanzwirtschaft zu bieten – allerdings nur solchen, die „deutschblütiger Abstammung und nicht mit Juden versippt“ waren.
Aus der Siedlung für Kleingärtner und Kleintierzüchter südlich vom Flugplatz Augsburg ist zwischenzeitlich ein „Kleinsiedlungsgebiet“ mit etwa 40 Wohngebäuden und Villen entstanden. Der frühere Gasthof „Fasanenhof“ mit Biergarten und lebenden Fasanen existiert nicht mehr. Heute gibt es neben der Forellenzucht noch Pferdestallungen.